# Iván Valiente Canalejo
Iván Valiente Canalejo Cabrera es un deportista cubano que compitió en judo. Ganó una medalla de bronce en el Campeonato Panamericano de Judo de 1978, en la categoría de –78 kg.

## Palmarés internacional
| Campeonato Panamericano | Campeonato Panamericano  | Campeonato Panamericano | Campeonato Panamericano |
| Año                     | Lugar                    | Medalla                 | Categoría               |
| ----------------------- | ------------------------ | ----------------------- | ----------------------- |
| 1978                    | Buenos Aires (Argentina) | Medalla de bronce       | –78 kg                  |